# حزب الله (اليمن)
حزب الله هو حزب يمني أنشأه محمد محمود الزبيري عام 1963 في الجمهورية العربية اليمنية خلال فترة الصراع الملكي الجمهوري بعد قيام ثورة 26 سبتمبر وكان هدفه قيام دولة اليمن الإسلامية، واستمر فاعلاً حتى اغتيال مؤسسه وزعيمه القاضي محمد محمود الزبيري، وهو في طريقه إلى مؤتمر معارض للجمهورية في أبريل 1965.

## نبذة
كان الزُّبيري رافضاً للحكم الإمامي لكنه بعد إعلان قيام الجمهورية، وبوجود القوات المصرية كسلطة فاعلة داخل صنعاء، وجدها الزُّبيري لم تلب طموحه السياسي، فمال إلى معارضتها، وبعد مرور العام على الثورة، في 1963، انشقت قيادات يمنية على حكم عبد الله السلال الذي صار تحت الهيمنة المصرية، خلال الحرب بين الجمهوريين بدعم مصري بوجود قوات على الأرض، والملكيين بدعم سعودي، فكانت المواجهة صريحة بين الجمهورية العربية المتحدة والمملكة العربية السعودية آنذاك بسبب التدخل باليمن.
اجتمعت تلك القيادات وأبدت رغبتها في تشكيل معارضة ضد حكم عبد الله السلال، عرف بحزب الله، في ما بعد. وكان الهدف الظاهر هو إحلال السلام بإيقاف الحرب الطاحنة وتحقيق المصالحة الوطنية بين أبناء اليمن، أما الهدف الخفي فهو الدعوة إلى قيام دولة اليمن الإسلامية، وتطبيق الشريعة تطبيقاً علمياً[بحاجة لمصدر]